# 嚴升
嚴升（？—1430年），南京太平府繁昌縣（今安徽省蕪湖市繁昌縣）人，明朝政治人物、進士。
建文二年，嚴升中進士庚辰科三甲第四十五名，授四川眉州青神縣知縣。後調巫山縣知縣。歷官江西按察使司僉事、四川順慶府同知、南京吏部考功司郎中、南京大理寺右少卿，執法嚴格。宣德三年調任南京右僉都御史，后升任副都御史，宣德五年任禮部尚書。存有《神羊賦》。